# مايكل سميث (ممثل)
مايكل سميث (بالإنجليزية: Michael Whitaker Smith) هو عازف بيانو ومغني ومغن ومؤلف وموسيقي وملحن وممثل أمريكي، ولد في 7 أكتوبر 1957 بكينوفا في الولايات المتحدة.

## وصلات خارجية
- مايكل سميث على موقع IMDb (الإنجليزية)
- مايكل سميث على موقع روتن توميتوز (الإنجليزية)
- مايكل سميث على موقع ألو سيني (الفرنسية)
- مايكل سميث على موقع ميوزك برينز (الإنجليزية)
- مايكل سميث على موقع أول موفي (الإنجليزية)
- مايكل سميث على موقع أول ميوزيك (الإنجليزية)
- مايكل سميث على موقع ديسكوغز (الإنجليزية)
- مايكل سميث على موقع قاعدة بيانات الفيلم (الإنجليزية)
- مايكل سميث على موقع كينوبويسك (الروسية)